# 维克勒孔特县
维克勒孔特县（法語：canton de Vic-le-Comte）是法国多姆山省的一个县（省级选区），中央投票站位于维克勒孔特。